# Камай (Чад)
Камай (фр. Kamai) — деревня в Чаде, расположенная на территории региона Тибести. Входит в состав департамента Восточное Тибести. Население составляют представители субэтнической группы теда народа тубу.

## География
Деревня находится в северо-западной части Чада, в центральной части плоскогорья Тибести, на высоте 1312 метров над уровнем моря.
Камай расположен на расстоянии приблизительно 1034 километров к северо-северо-востоку (NNE) от столицы страны Нджамены. Ближайшие населённые пункты: Йентар, Ванофу, Дви, Адерке, Эдимпи.
Климат Камая характеризуется как аридный жаркий (BWh в классификации климатов Кёппена).

## Транспорт
Ближайший аэропорт расположен в городе Бардаи.